# 湖北娃儿藤
湖北娃儿藤（学名：Tylophora silvestrii）为夹竹桃科娃儿藤属的植物，为中国的特有植物。分布在中国大陆的湖北等地，生长于海拔400米至1,440米的地区，一般生于山地林中及灌木丛中，目前尚未由人工引种栽培。